# Vrouwelijk rijm
Vrouwelijk (slepend) rijm is begin-, half-, vol- of rijk rijm waarbij na de beklemtoonde rijmende lettergreep nog een onbeklemtoonde lettergreep volgt.
- zeven - zagen (beginrijm)
- lieve - liepen (halfrijm)
- vallen - ballen (volrijm)